# Aéroport de Toulouse-Blagnac
Pour les articles homonymes, voir Aéroport de Toulouse et TLS.
L’aéroport de Toulouse-Blagnac (code IATA : TLS • code OACI : LFBO) est un aéroport international français situé à Blagnac, en proche banlieue de Toulouse, dans le département de la Haute-Garonne.
Avec une fréquentation de 9 620 224 passagers en 2019, il s'agit du sixième aéroport français, et du quatrième en dehors de Paris, après l'aéroport de Nice-Côte d'Azur, l'aéroport de Lyon-Saint-Exupéry et l'aéroport de Marseille-Provence.
Cet aéroport présente comme particularité d'être situé au cœur d'une zone urbaine dense et d'avoir une double fonction, à la fois commerciale mais aussi d'essai pour les constructeurs ATR et Airbus.

## Situation géographique
L'aérogare de l'aéroport Toulouse-Blagnac est située sur la commune de Blagnac, à 6 kilomètres de la place du Capitole à Toulouse, au cœur de l’agglomération toulousaine.
La majeure partie des pistes se trouve également sur le territoire de la commune de Blagnac. Les extrémités sud-est des deux pistes sont situées sur le territoire de Toulouse et l’extrémité nord-ouest de la piste no 2 est située sur celui de Cornebarrieu. De plus, une partie des installations d'Airbus est située sur le territoire de Colomiers.
L'aéroport est construit sur l'emplacement historique de l'aérodrome de Blagnac, à une altitude de 152 m. Au sud, la barrière des Pyrénées est visible tandis qu'à l'est s'étale la ville de Toulouse et sa banlieue. Depuis le sud-est, la Garonne coule le long d'un plateau dont le point culminant est la butte de Pech-David, emplacement privilégié pour observer l'atterrissage ou le décollage des avions dans l'axe des pistes de l'aéroport.
Le climat de l'aéroport est tempéré avec des influences océanique, méditerranéenne et continentale, caractérisé par un été sec et chaud, un automne bien ensoleillé, un hiver doux et un printemps marqué par de fortes pluies et des orages violents. Les vents dominants sont, par ordre d'importance, le vent d'ouest, le vent de sud-est (aussi appelé vent d'autan) et le vent du nord, nettement moins fréquent. Les pistes sont donc orientées nord-ouest à sud-est.

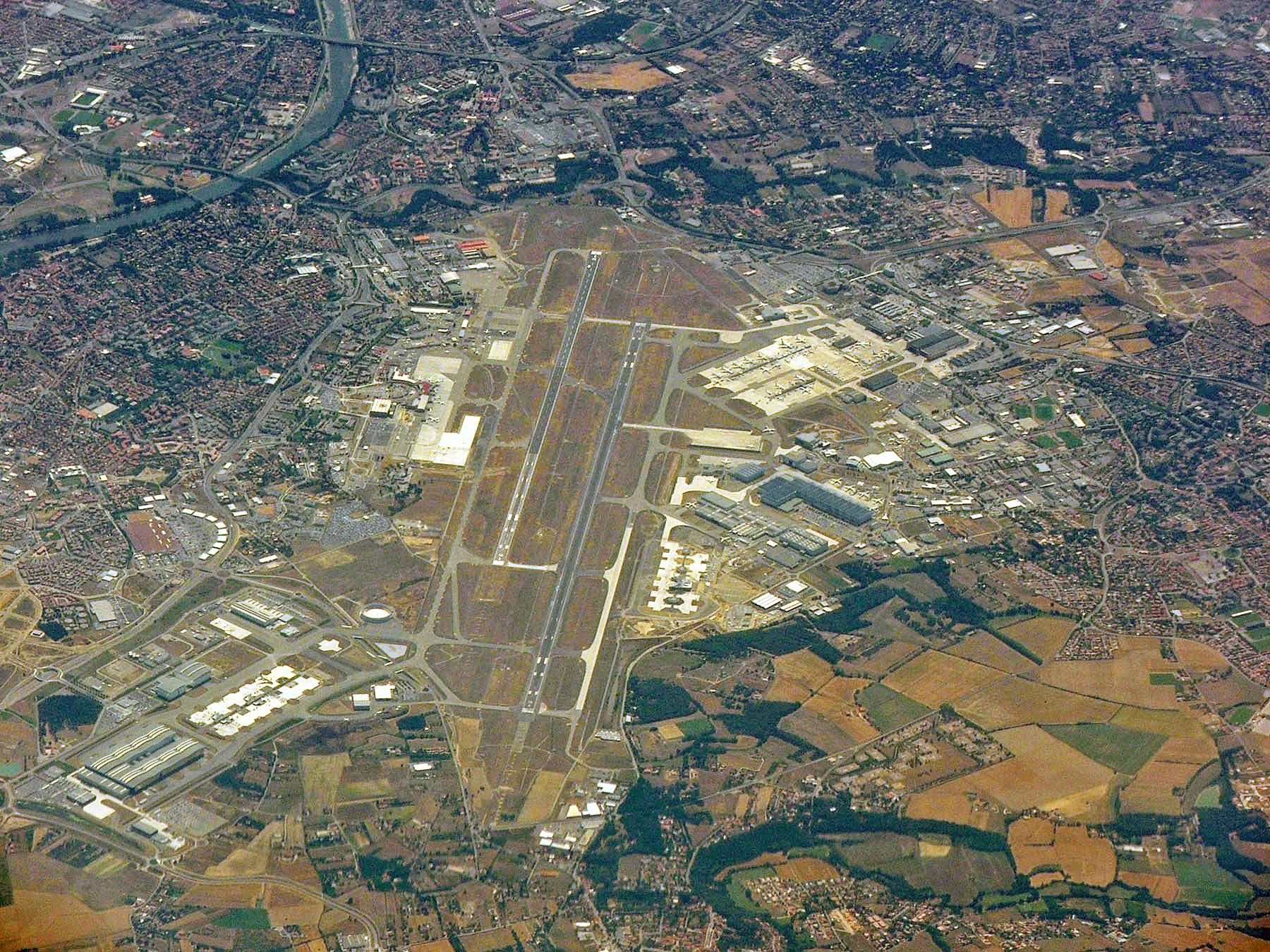
Vue aérienne de l'aéroport de Toulouse-Blagnac (été 2006) : usines d'AéroConstellation au premier plan, Blagnac à gauche. Toulouse couvre les zones urbanisées restantes (stade, périphérique, coulée verte du Touch, usines d'Airbus dans le quartier de Saint-Martin-du-Touch). Colomiers se trouve à l'extrême droite.
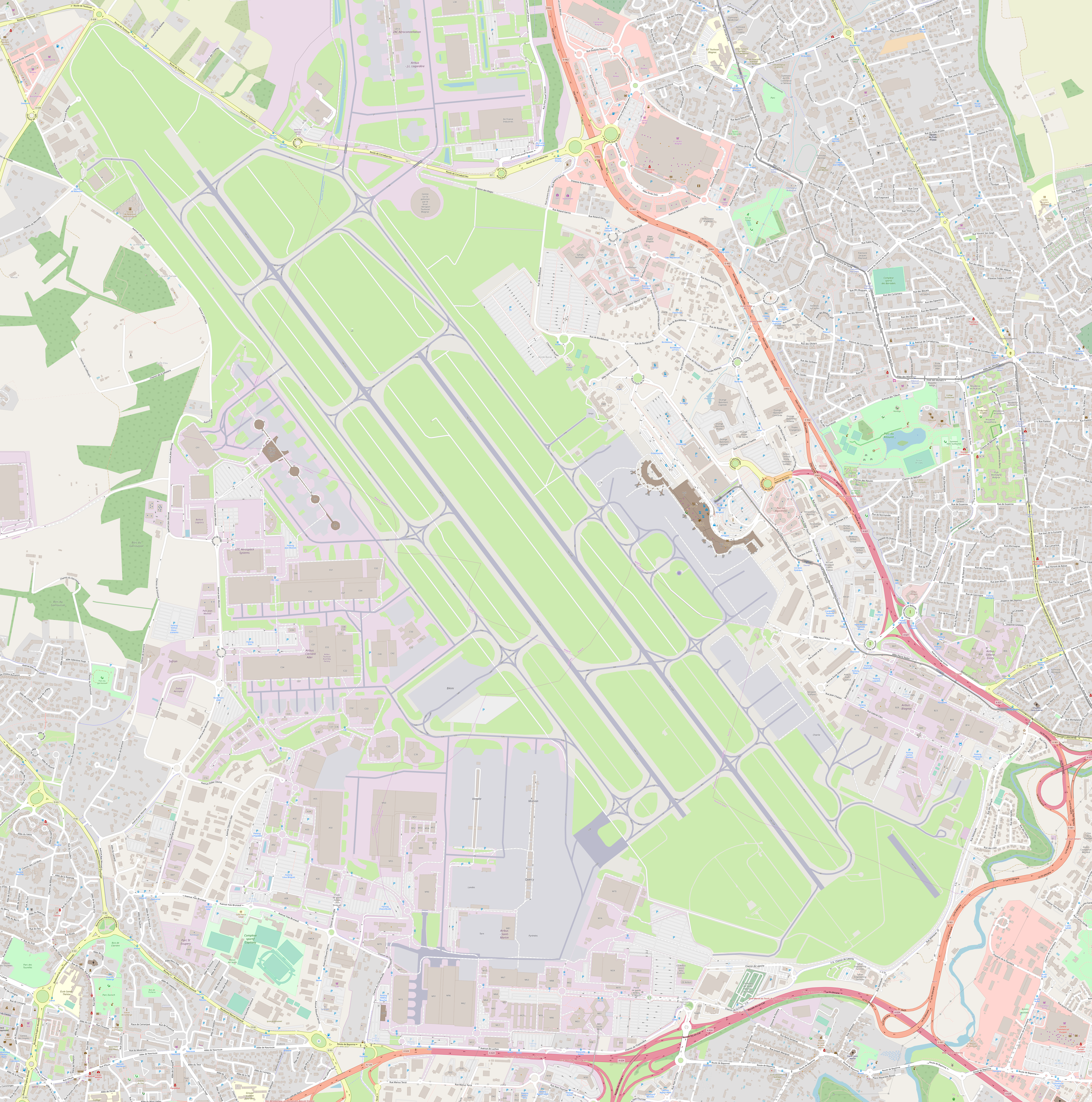
Carte de l'aéroport en 2019.

| \| 20 km1:2 341 000 \| Albi · Le Sequestre Montauban Millau · Larzac Cassagnes · Bégonhès Villefranche-de-Rouergue Mende · Brenoux Nogaro Condom · Valence-sur-Baïse Cahors · Lalbenque Figeac · Livernon Lasbordes Muret-Lherm · Saint-Gaudens · Montréjeau Bagnères · de-Luchon Pamiers · Les Pujols Saint-Girons · Antichan Castelnaudary · Villeneuve Lézignan · Corbières Alès · Cévennes Toulouse · Blagnac Francazal · Auch · Gers Castres · Mazamet Rodez · Aveyron Tarbes · Lourdes · Pyrénées Brive · Souillac Carcassonne · Salvaza Montpellier · Méditerranée Béziers · Cap d'Agde Nîmes · Garons Perpignan · Rivesaltes |
| 20 km1:2 341 000 |

## Histoire

### Évolution des installations
Dans les années 1930, il y a dans la région toulousaine deux sites aéronautiques, l'aérodrome de Montaudran et l'aéroport de Francazal. La multiplication des liaisons postales font alors de Toulouse une importante plaque tournante, l'égale de Paris pour les liaisons vers l'Afrique et l'Amérique du Sud. Celle-ci a donc besoin d'un centre aéroportuaire à la hauteur. L'aéroport Francazal se destine à l'être, devenant de plus en plus fréquenté (1 970 départs en 1930, 4 046 en 1932) et accueillant tout juste la compagnie Air France. Des travaux d'agrandissement sont nécessaires et effectués mais les besoins de l'armée de l'air, à la veille de la Seconde Guerre mondiale, ne permettent pas à l'aviation civile de se développer convenablement. Aussi recherche-t-on un autre emplacement afin de construire un grand aéroport civil.
En novembre 1937, parmi les 20 ou 25 emplacements possibles, c'est celui de Blagnac qui est retenu, un ensemble de 213 ha au sol très plat et bien dégagé et au raccordement ferroviaire aisé. La dépense prévue est de 25 millions de francs. La construction commence en 1939. Le 1er septembre, date de l'invasion de la Pologne par les armées hitlériennes, ceux-ci ne sont qu'amorcés mais continuent.
En 1939, la première usine aéronautique est montée dans le même secteur, par la Société nationale des constructions aéronautiques du Midi.
Après l'armistice de 1940, l'aéroport de Blagnac devient une école de chasse de la Luftwaffe. Des Focke-Wulf arrivent le 18 avril 1943. L'armée allemande effectue des améliorations. Elle prolonge la piste principale bétonnée à 1 700 m et effectue sa jonction par bretelle avec la piste secondaire, puis elle amorce une liaison de roulement avec l'aéroport de Francazal, ceci notamment pour se prémunir des bombardements. Mais un bombardement américain, le 25 juin 1944, bouleverse les travaux allemands.

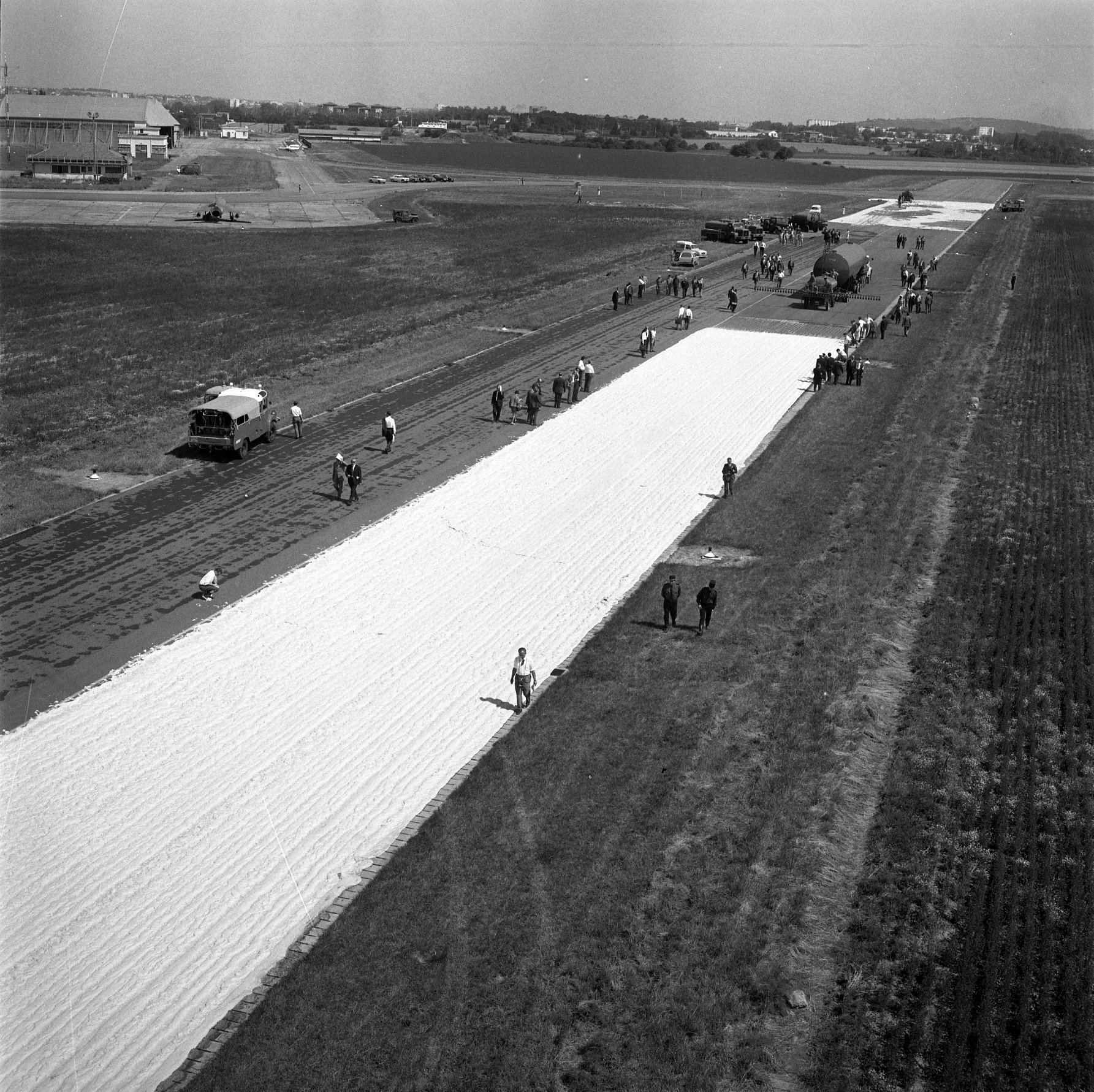
Construction de la seconde piste destinée au Concorde, 22 juin 1967

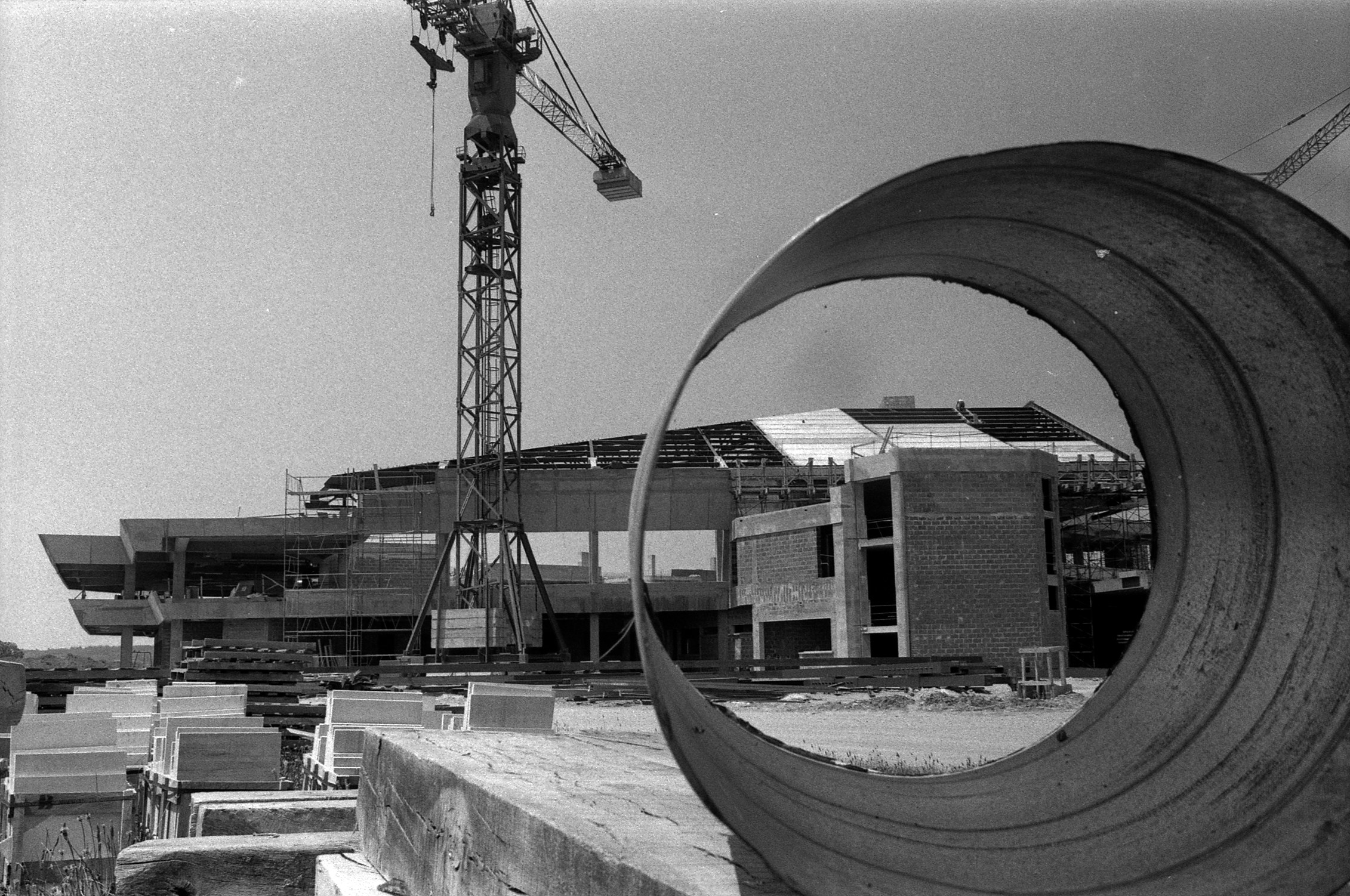
Construction de la nouvelle aérogare, juin 1976.

Après la fin de la Seconde Guerre mondiale, la quasi-totalité de l'industrie aéronautique de la région toulousaine est à reconstruire ou à restaurer. Les prévisions en ce qui concerne le trafic de passagers suggèrent pour l'aéroport de Toulouse-Blagnac un agrandissement vers Beauzelle, Cornebarrieu et Colomiers portant sa superficie à 2 170 ha, l'aménagement de six pistes d'envols de 3 000 m par 75, une aérogare de 140 m de long d'une surface couverte de 140 000 m2, un grand hôtel, un restaurant, une buvette, des bureaux pour les compagnies aériennes, un vaste parc de stationnement et une plateforme pour hélicoptères, le tout devant être terminé en cinq ans pour devancer l'Espagne qui négocie avec les Américains la création d'un grand aéroport à Madrid. Ainsi se présente le projet « Reynaud », du nom de l'ingénieur d'Air-France qui l'a imaginé. La commission aéronautique du Conseil régional économique, puis une commission restreinte l'examinent, le trouvant réalisable mais ambitieux, dépassant les possibilités et les besoins locaux. Le devis est estimé à un milliard de francs. L'ensemble doit être réduit. Le nombre de pistes est ramené à quatre et les aires de stationnement sont diminuées. En raison de l'effort financier considérable, les travaux ne pourraient se faire que par tranches. Bien que l'aéroport de Toulouse-Blagnac reçoive la plus grosse partie des crédits accordés au secteur aéronautique de la région toulousaine, ceux-ci ne permettent d'en faire qu'un aéroport régional. Toulouse ne pourra retrouver la place qui était la sienne avant la guerre.
Malgré l'abandon de l'ambitieux projet « Reynaud », l'État français engage tout de même des travaux d'agrandissement. La piste principale est prolongée de 1 700 à 2 500 m et sa largeur portée à 60 mètres entre l'été 1947 et septembre 1948. La piste secondaire voit sa longueur passer de 970 à 1 600 m. Les installations au sol restent cependant insuffisantes. En 1949, un projet d'aménagement est proposé par le service des Ponts et Chaussées et approuvé par le ministre des Travaux Publics comprenant une aérogare pour les voyageurs, une zone de fret, une zone industrielle de 4 hangars pour le garage et l'entretien des avions, ainsi que des aires de stationnement. Le gros œuvre de l'aérogare (100 m de long sur 25 de large) commence le 1er juin 1951. Elle est inaugurée le 12 juin 1953,, pour une prévision d'accueil de 900 passagers par jour ou 35 000 passagers par an.
En parallèle, les usines de construction aéronautique se multiplient (Sud-Aviation, Breguet, Potez-Fouga, etc.) pour mettre au point les prototypes de l'Armagnac et de la Caravelle. Cette dernière, premier avion civil à réaction français, effectue son premier vol le 27 mai 1955 au départ de l'aéroport Toulouse-Blagnac.
Au début des années 1960, l'aérogare est étendue pour un meilleur accueil des passagers et une meilleure fonctionnalité : tour de contrôle, bâtiment radar, station d'observation météorologique sont créés ou améliorés. En 1968, la deuxième piste est créée. Longue de 3 500 m, elle doit permettre l'envol du dernier-né de l'aéronautique franco-britannique, le Concorde, dont le prototype 001 décolle de Blagnac le 2 mars 1969,. Trois ans plus tard, c'est au tour du tout premier avion Airbus, l'Airbus A300, dont le premier vol se déroule le 28 octobre 1972.
En 1978, une nouvelle aérogare (Hall 1) est mise en service pour suivre le développement du trafic aérien. L'ancienne, à 800 m de là, est alors affectée à l'aviation d'affaire. Inaugurée le 16 juin 1978, elle porte la capacité de l'aéroport à 2 millions de passagers par an. En 1983, l'aéroport Toulouse-Blagnac est le quatrième aéroport de France avec 17 000 m2 d'installations et un million de passagers. De nouveaux aménagements, l'installation d'entreprises aéronautiques d'envergure nationale et internationale et l'ouverture de nouvelles liaisons portent la capacité de l'aéroport à 5 millions de passagers par an en 1993, année où est inauguré le Hall 2. Un grand parking couvert surveillé d’une capacité de 2 500 places, construit en silo, est mis en exploitation en 2001.
En 2002, le Hall A est mis en chantier, lequel s'achève en 2004. Avec sa surface de 7 000 m2 (dont 2 800 m2 de bureaux), peut accueillir 700 000 passagers par an et est surtout utilisé pour le trafic issu des appareils qui transportent de 20 à 80 passagers. À sa création, l'appellation de l'ensemble des halls change : le Hall 1 devient Hall B, le Hall 2 devient Hall C.
Le 27 avril 2005, l'Airbus A380 effectue son premier décollage depuis la piste 32L,.
En 2006 débute la construction du Hall D conçu par l'agence Kardham Cardete Huet Architecture ainsi que d'un nouveau parking pouvant accueillir 3 000 véhicules (le Hall D réduisant la capacité du parking existant). Le Hall B, le plus ancien, est modernisé entre 2007 et 2009, un nouveau parking de 4 000 places est mis en service en 2009, tandis que le Hall D est mis en service le 10 mars 2010, la capacité totale de l'aéroport passant alors à 8,5 millions de passagers par an.
Durant l'été 2013, la piste historique, 14L/32R, est refaite à neuf, et l'Airbus A350 effectue son premier vol le 14 juin 2013.
Le 8 juillet 2019, l'aéroport de Toulouse-Blagnac a été décoré avec la signature de Dominique Baudis, ancien maire de Toulouse, sans pour autant être renommé.

### Privatisation
Jusqu'en 2008, l’aéroport était géré par la Chambre de commerce et d'industrie (CCI) de Toulouse dans le cadre d’une convention de concession consentie par l’État et dénoncée le 27 mars 2007 lors de la création de la SA Aéroport Toulouse-Blagnac, dont la Chambre de commerce et d'industrie est actionnaire.
Depuis 1999, l'aéroport est dirigé par Jean-Michel Verhnes (ingénieur en aéronautique ÉNAC dont la carrière s'est déroulée au sein de l'aviation civile française). Il est également président de l’Union des Aéroports Français (UAF) depuis le 18 mai 2011,. Il succède à Bruno Blanc-Fontenille, qui était le directeur depuis 1989.
En 2015, l'État détient encore 60 % du capital de l'aéroport, aux côtés de la Chambre de commerce et d'industrie de Toulouse qui en détient 25 %, et des collectivités territoriales (Région Midi-Pyrénées, Département de Haute-Garonne, Communauté urbaine de Toulouse Métropole), qui en possèdent chacune 5 %. En juillet 2014, l'État annonce vouloir céder jusqu'à 49,99 % du capital afin de réduire son déficit, même si cela ne permet pas de réduire sa dette. La vente est organisée alors qu'Emmanuel Macron est ministre de l'Économie. En décembre 2014, le consortium Symbiose est retenu par l'État pour le rachat de 49,99 % du capital de l'aéroport pour 308 millions d'euros, une offre préférée aux propositions françaises de Vinci et Aéroports de Paris. Symbiose est constitué de la société Friedmann Pacific Asset Management (FPAM, société créée pour l'occasion au paradis fiscal des Îles Vierges britanniques), et du consortium Casil, composé du groupe public chinois Shandong High Speed Group et du fonds Friedmann Pacific Asset Managment de Hong Kong, Casil Europe, qui appartient à un consortium chinois qui n'a aucune expérience dans le domaine aéroportuaire, est choisie, selon un rapport de la Cour des comptes, sur la base de critères de recevabilité des candidats « peu exigeants et limités à leur capacité financière ».
La vente est officialisée le 17 avril 2015 à Casil Europe, filiale de Casil (China Airport Synergie Investment Limited, basée à Hong Kong), société française créée et détenue par Shandong Hi-speed Group et Friedmann Pacific AM (société-écran d'un seul employé et sans domiciliation réelle), tandis que les collectivités locales et l'État conserve 50,01 % du capital. Le projet industriel de Casil Europe, axé sur la croissance du trafic de l'aéroport, se concrétise en 2016 par divers investissements destinés à amplifier le projet d'extension de la plateforme, développer le low-cost et mettre en œuvre une politique de diversification immobilière. Par la suite, la presse relaie l'information, selon Coralie Delaume et David Cayla, que « le consortium « vidait les caisses » de l'entreprise en versant (malgré les tentatives d'opposition d'actionnaires publics minoritaires) des dividendes considérables dont une partie était prélevée sur les réserves de l'entreprise ».
En juin 2015, on apprend que le hong-kongais Mike Poon (Cantonais : Poon Ho Man), PDG de Symbiose, groupe possédant Casil, qui a lui-même signé cet accord a disparu. Il est également recherché par le gouvernement chinois pour corruption au sein de China Aircraft Leasing Group Holdings Limited (zh),. Il envoie en septembre 2015 une lettre de démission à Symbiose, puis est aperçu à Hong Kong en novembre.
En janvier 2019, Casil annonce remettre en vente l'aéroport pour 500 millions d'euros, soit une plus-value de 80 % (250 millions d'euros) en seulement quatre ans, sans qu'aucune modernisation substantielle n'ait été apportée aux équipements. La Cour des comptes a émis un rapport cinglant sur ces tractations troublantes, disant que « la question des conflits d'intérêts entre conseils [de l'État] doit être anticipée et traitée avec la plus grande fermeté pour limiter les risques contentieux ».

Le 30 décembre 2019, le groupe chinois Casil (China Airport Synergie Investment Limited) revend l'ensemble de ses parts au groupe français de BTP et de concessions autoroutières, Eiffage en réalisant une plus-value de 200 millions d'euros. Cette vente fait ressurgir la controverse de la privatisation de l'aéroport toulousain en 2015, encouragée par Emmanuel Macron alors ministre de l'Économie, en raison du manque d'expérience du groupe chinois en matière de gestion aéroportuaire, de son manque de transparence, de son manque d'investissement et des nuisances sonores en augmentation,.

### Procédure d'annulation de la privatisation
En mars 2019, l’annulation de la privatisation est préconisée.
Par ailleurs, la société Airbus loue 100 ha de l'aéroport pour préparer les essais en vol, dans le cadre juridique d'une autorisation d'occupation temporaire (AOT), sécurisée. L'AOT est prolongée jusqu'en 2092 aux mêmes conditions tarifaires.
Le 16 avril 2019, la cour d'appel du tribunal administratif de Paris, saisie par des particuliers et deux organisations syndicales (Solidaires 31 et FSU 31) membres du collectif contre la privatisation d'ATB, a annulé l'autorisation de vente des actions de l'État à la société Casil Europe,.
Cependant à la mi-mai 2019, le groupe de BTP et de concessions autoroutières, Eiffage annonce être entré en négociations exclusives en vue de l’acquisition des 49,99 % privatisés de l'aéroport, Mike Poon semblerait vouloir conserver des parts minoritaires de cet aéroport. Carole Delga, la présidente de Région rappelle cependant qu'une procédure en annulation est en cours.
Le 19 octobre 2019, le Conseil d'État casse un arrêt de la Cour administrative d'appel de Paris en considérant « que la décision de sélection de l’acquéreur a été prise à l’issue d’une procédure régulière » ce qui valide de facto la privatisation de l'aéroport. Christophe Lèguevacques, représentant les intérêts des requérants ainsi déboutés, parle de « décision politique » et envisage de saisir la justice européenne.

## Aérogare

### Les quatre halls

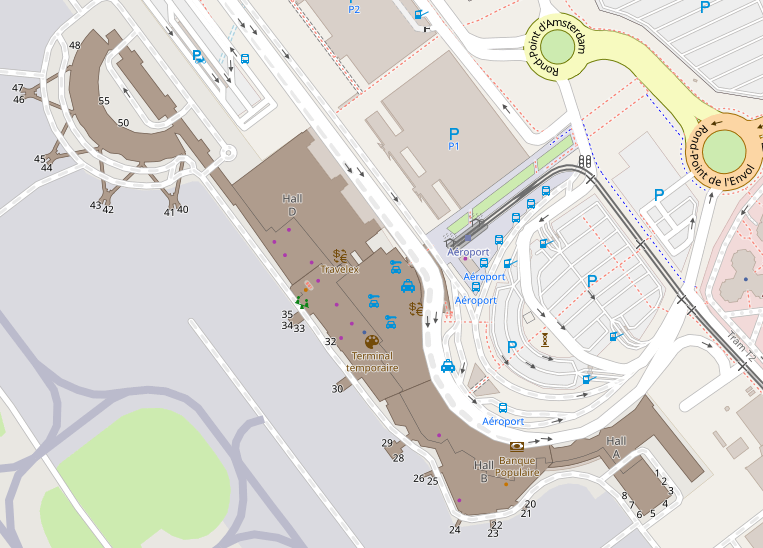
Carte de l'aérogare en 2019.

L'aéroport Toulouse-Blagnac en 2016 possède la certification de services « Qualicert » pour tous les halls.

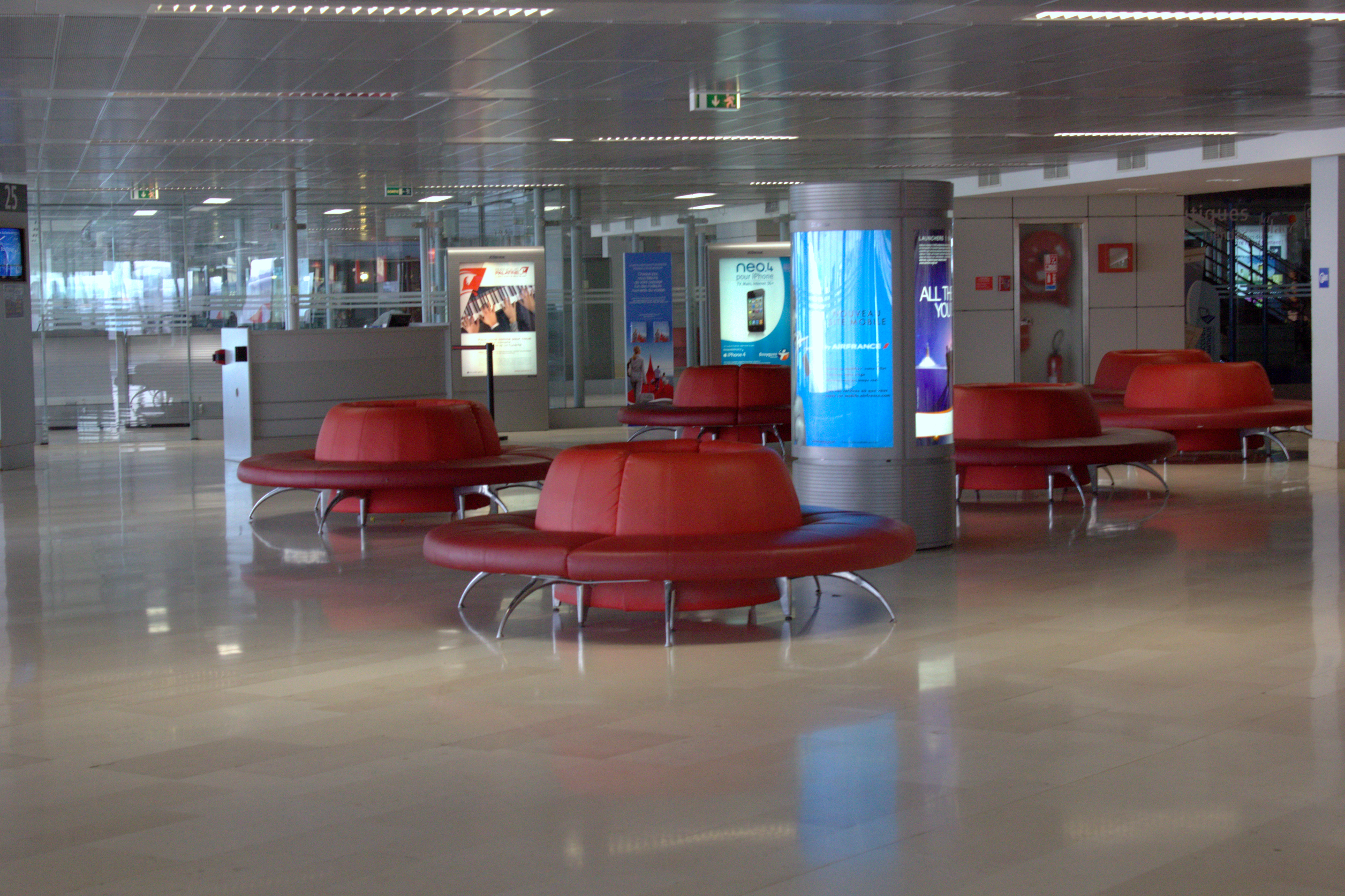
Salle d'embarquement du hall B de l'aéroport Toulouse-Blagnac.

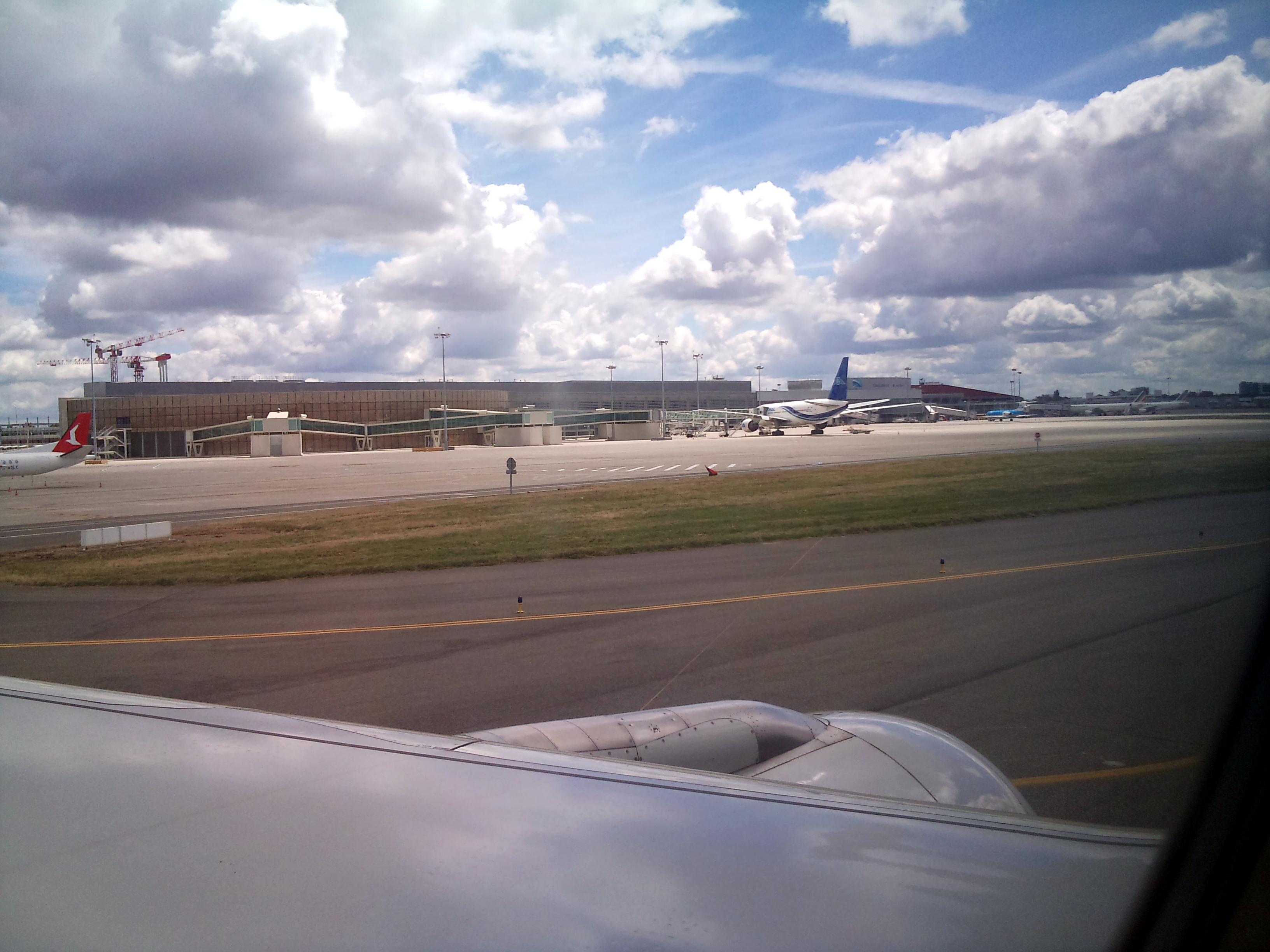
Hall D en 2010 vu d'un taxi-way avec un Air Austral garé.

| Hall A | 10 000 m2               | 14 banques d'enregistrement | /                               | 8 portes d'embarquement en rez de piste (dont 3 portes où le transport se fait par bus jusqu'à l'avion) | 1 tapis livraison de bagages (bagage standard et bagage hors format) |                                  |
| B      | 20 000 m2               | 16 banques d'enregistrement | /                               | 7 portes d'embarquement                                                                                 | 3 tapis livraison de bagages dont 1 hors format                      | 5 postes avions avec passerelles |
| C      | 30 000 m2               | 24 banques d'enregistrement | /                               | 6 portes d'embarquement                                                                                 | 2 tapis livraison de bagages                                         | 4 postes avions avec passerelles |
| D      | 40 000 m2 de superficie | 12 banques d'enregistrement | 12 postes d'inspection-filtrage | 11 portes d'embarquement                                                                                | 3 tapis livraison de bagages dont 1 hors format                      | 8 postes avions avec passerelles |

### Extensions de l'aérogare
Pour répondre à la croissance du trafic et aux demandes des compagnies traditionnelles, low cost et régionales, ATB a lancé une réflexion sur l’évolution de ses installations. Le résultat, c’est le projet Extension Sud, un nouvel espace de 5 000 m2 aménagé entre les Halls A et B, avec un prolongement du niveau Départs et une jetée qui permettra de traiter simultanément cinq avions en faux contact, c’est-à-dire avec un accès à pied aux avions.
L’extension de l’aérogare, a fait passer la capacité d’accueil de Toulouse-Blagnac à 12 millions de passagers (8,5 millions actuellement) ; elle est opérationnelle depuis le printemps 2018, au terme de deux ans de travaux. Traitant à la fois du trafic Schengen et hors Schengen, cette extension offre des installations modulables et un niveau Départs intégrant tous les services souhaités : zone commerciale, espaces d’attente.
Avec l'accroissement de passagers, les postes d'inspection-filtrage ont atteint leur capacité maximale. ATB a donc décidé de détruire celui dans le hall B, pour en mettre un nouveau dans le hall D avec un poste d'inspection-filtrage ultra-moderne et ultra-performant, ce qui a eu pour conséquence de déplacer la zone d'enregistrement à l'emplacement actuel du poste d'inspection-filtrage du hall D.
Puis avec l'agrandissement des halls, la surface commerciale aura doublé. Ce projet consiste à agrandir l'espace commercial de plus de 5 200 m2 dans le hall D.
Ensuite viendra la construction d'un hôtel du groupe NH Hotel, qui sera relié au hall A.

## Compagnies aériennes et destinations
En février 2025, l'aéroport de Toulouse Blagnac est relié à 80 aéroports dans le monde. 25 compagnies aériennes opèrent à l'heure actuelle depuis Toulouse, et trois y sont basées : il s'agit d'Air France, de Ryanair et de Volotea.
La liste suivante peut être vérifiée sur le programme de vol des compagnies régulières.
| Compagnies            | Destinations |
| --------------------- | --- |
| Aegean Airlines       | En saison : Athènes E.-Venizélos |
| Aer Lingus            | En saison : Dublin |
| Air Algérie           | Alger-Houari-Boumédiène, Oran-Ahmed-Ben-Bella En saison : Constantine-Mohamed-Boudiaf |
| Air Arabia Maroc      | Fès-Saïss |
| Air Canada            | Montréal (P.-E.-Trudeau) |
| Air Corsica           | Ajaccio-Napoléon-Bonaparte, Bastia-Poretta En saison : Calvi Sainte-Catherine, Figari Sud Corse |
| Air France            | Lyon-Saint-Exupéry, Paris-Charles de Gaulle, Paris-Orly (Fin le 28 mars 2026) |
| Air Transat           | En saison : Montréal (P.-E.-Trudeau) |
| APG Airlines          | Lorient-Bretagne-Sud |
| British Airways       | Londres-Heathrow |
| Brussels Airlines     | Bruxelles-National |
| easyJet               | - Bristol, - Lyon-Saint-Exupéry, - Milan-Malpensa, - Nantes-Atlantique, - Nice-Côte d'Azur, - Paris-Orly En saison : Londres-Gatwick (débute le 27 octobre 2025), Marrakech-Ménara (débute le 28 octobre 2025), Palma de Majorque |
| easyJet               | Bâle-Mulhouse, Genève-Cointrin |
| Iberia Express        | Madrid-Barajas |
| KLM                   | Amsterdam |
| Lufthansa             | Francfort, Munich-F. J. Strauß |
| Norwegian Air Shuttle | En saison : Copenhague-Kastrup, Oslo-Gardermoen |
| Nouvelair             | Djerba-Zarzis, Tunis-Carthage |
| Royal Air Maroc       | Casablanca-Mohammed-V, Marrakech-Ménara (débute le 10 octobre 2025) |
| Ryanair               | - Agadir-Al Massira, - Alicante-Elche, - Bergame-Orio al Serio, - Budapest-Ferenc Liszt, - Charleroi Bruxelles-Sud, - Cracovie-Jean-Paul II, - Dublin, - Fès-Saïss, - Lisbonne-H. Delgado, - Londres-Stansted, - Malte, - Naples-Capodichino, - Marrakech-Ménara, - Oujda-Les Angades, - Porto-F. Sá-Carneiro, - Rome Léonard-de-Vinci/Fiumicino, - Rabat-Salé, - Séville-San Pablo, - Tanger, - Ténériffe-Sud Reine Sofia, - Trévise-Sant'Angelo, - Valence En saison : - Bari-Karol Wojtyła, - Birmingham, - Bristol, - Corfou-I. Kapodístrias, - Édimbourg, - Faro, - Figari Sud Corse, - Ibiza, - Luxembourg-Findel, - Manchester, - Minorque-Mahón, - Nador, - Palma de Majorque, - Paphos |
| Smartwings            | En saison : Prague-Václav-Havel (à partir du 25 Octobre 2025) |
| TAP Air Portugal      | Lisbonne-H. Delgado |
| Transavia             | - Alger-Houari-Boumédiène, - Brest-Bretagne, - Paris-Orly (débute le 29 mars 2026), - Oran-Ahmed-Ben-Bella En saison : - Agadir-Al Massira (débute le 20 octobre 2025), - Dakar-B. Diagne, - Djeddah - Roi-Abdelaziz (débute le 28 octobre 2025), - Hurghada (débute le 1er novembre 2025), - Marrakech-Ménara (débute le 19 octobre 2025), - Rabil (débute le 31 octobre 2025), - Sal-A. Cabral (débute le 31 octobre 2025), - Séville-San Pablo (débute le 26 octobre 2025), - Tel Aviv - Ben Gourion (débute le 27 octobre 2025) |
| Tunisair              | Tunis-Carthage |
| Turkish Airlines      | Istanbul |
| Twin Jet              | Marseille-Provence, Nice-Côte d'Azur, Rennes-Saint-Jacques, Nantes-Atlantique (à partir du 8 septembre 2025) |
| Volotea               | - Caen, - Florence-Peretola, - Lille Lesquin, - Nantes-Atlantique, - Rennes-Saint-Jacques (à partir du 1er septembre 2025), - Strasbourg, - Venise - Marco Polo En saison : - Ajaccio-Napoléon-Bonaparte, - Bastia-Poretta, - Figari Sud Corse, - Héraklion-N. Kazantzákis, - Lanzarote-Arrecife, - Luxembourg-Findel (à partir du 20 février 2026), - Madrid-Barajas, - Malaga-Costa del Sol, - Olbia-Costa Smeralda, - Palerme Falcone-Borsellino, - Palma de Majorque, - Split |

Édité le 25 février 2022  Actualisé le 17/08/2025

## Statistiques
En termes de fréquentation, les aéroports de Paris constituent la principale destination. La ligne Toulouse-Blagnac - Paris-Orly est la plus fréquentée d'Europe.
Au niveau international, la principale destination est Madrid.
| \| Rang \| Passagers \| Destination \| Pays \| IATA \| \| ---- \| --------- \| ----------------------- \| ----------- \| ---- \| \| 1 \| 2 282 436 \| Paris-Orly \| France \| ORY \| \| 2 \| 905 843 \| Paris-Charles de Gaulle \| France \| CDG \| \| 3 \| 418 424 \| Lyon-Saint-Exupéry \| France \| LYS \| \| 4 \| 387 652 \| Madrid-Barajas \| Espagne \| MAD \| \| 5 \| 290 137 \| Francfort \| Allemagne \| FRA \| \| 6 \| 286 915 \| Nantes-Atlantique \| France \| NTE \| \| 7 \| 269 201 \| Londres-Gatwick \| Royaume-Uni \| LGW \| \| 8 \| 263 037 \| Amsterdam \| Pays-Bas \| AMS \| \| 9 \| 249 971 \| Lisbonne-H. Delgado \| Portugal \| LIS \| \| 10 \| 247 012 \| Londres-Heathrow \| Royaume-Uni \| LHR \| | Le graphique qui aurait dû être présenté ici ne peut pas être affiché car il utilise l'ancienne extension Graph, désactivée pour des questions de sécurité. Des indications pour créer un nouveau graphique avec la nouvelle extension Chart sont disponibles ici . |                         |             |      |
| Rang | Passagers | Destination             | Pays        | IATA |
| 1 | 2 282 436 | Paris-Orly              | France      | ORY  |
| 2 | 905 843 | Paris-Charles de Gaulle | France      | CDG  |
| 3 | 418 424 | Lyon-Saint-Exupéry      | France      | LYS  |
| 4 | 387 652 | Madrid-Barajas          | Espagne     | MAD  |
| 5 | 290 137 | Francfort               | Allemagne   | FRA  |
| 6 | 286 915 | Nantes-Atlantique       | France      | NTE  |
| 7 | 269 201 | Londres-Gatwick         | Royaume-Uni | LGW  |
| 8 | 263 037 | Amsterdam               | Pays-Bas    | AMS  |
| 9 | 249 971 | Lisbonne-H. Delgado     | Portugal    | LIS  |
| 10 | 247 012 | Londres-Heathrow        | Royaume-Uni | LHR  |

### Évolution du trafic
À Toulouse, le trafic passagers a augmenté.
Il a été multiplié par cinq en 34 ans, en passant de 113 000 passagers mensuels en janvier 1982 à 586 000 en décembre 2015.
Le nombre de passagers annuels a également doublé en 20 ans, entre 1995 et 2015.

#### Tableau
| Année | Passagers | Variation  | dont low-cost | Variation   | Fret + poste (en tonnes) | Variation  | Mouvements commerciaux | Variation  | Mouvements non commerciaux | Variation  |
| ----- | --------- | ---------- | ------------- | ----------- | ------------------------ | ---------- | ---------------------- | ---------- | -------------------------- | ---------- |
| 2024  | 7 844 953 | ▲ +0,51 %  | 3 872 210     | ▲ +1,13 %   | 31 872                   | ▲ +7,78 %  | 66 578                 | ▼ −1,5 %   | 9 355                      | ▼ −5,27 %  |
| 2023  | 7 804 980 | ▲ +11,06 % | 3 829 101     | ▲ +10,73 %  | 29 571                   | ▼ −35,38 % | 67 592                 | ▲ +5,35 %  | 9 875                      | ▲ +11,85 % |
| 2022  | 7 027 919 | ▲ +84,21 % | 3 457 989     | ▲ +104,87 % | 45 761                   | ▼ −3,79 %  | 64 158                 | ▲ +55,33 % | 8 829                      | ▼ −2,55 %  |
| 2021  | 3 815 214 | ▲ +22,1 %  | 1 687 911     | ▲ +29,31 %  | 47 563                   | ▼ −2,83 %  | 41 305                 | ▲ +17,87 % | 9 060                      | ▲ +0,96 %  |
| 2020  | 3 124 663 | ▼ −67,44 % | 1 305 276     | ▼ −68,74 %  | 48 949                   | ▼ −28 %    | 35 043                 | ▼ −60,06 % | 8 974                      | ▼ −30,46 % |
| 2019  | 9 597 311 | ▲ +0,27 %  | 4 175 617     | ▲ +2,63 %   | 67 986                   | ▼ −1,21 %  | 87 731                 | ▼ −1,28 %  | 12 904                     | ▼ −1,44 %  |
| 2018  | 9 571 543 | ▲ +3,88 %  | 4 068 718     | ▲ +7,09 %   | 68 820                   | ▼ −5,76 %  | 88 869                 | ▼ −1,5 %   | 13 093                     | ▼ −3,87 %  |
| 2017  | 9 214 110 | ▲ +14,02 % | 3 799 510     | ▲ +46,11 %  | 73 028                   | ▲ +12,3 %  | 90 222                 | ▲ +8,83 %  | 13 620                     | ▲ +10,8 %  |
| 2016  | 8 081 179 | ▲ +5,37 %  | 2 600 464     | ▲ +17,56 %  | 65 027                   | ▲ +6,31 %  | 82 900                 | ▲ +2,95 %  | 12 292                     | ▲ +7,87 %  |
| 2015  | 7 669 054 | ▲ +2,01 %  | 2 212 114     | ▲ +10,6 %   | 61 168                   | ▼ −0,36 %  | 80 526                 | ▼ −0,54 %  | 11 395                     | ▼ −12,79 % |
| 2014  | 7 517 736 | ▼ −0,66 %  | 2 000 089     | ▲ +0,49 %   | 61 392                   | ▲ +0,64 %  | 80 964                 | ▼ −3,35 %  | 13 066                     | ▲ +10,02 % |
| 2013  | 7 567 634 | ▲ +0,11 %  | 1 990 241     | ▲ +4,41 %   | 61 001                   | ▲ +2,63 %  | 83 774                 | ▼ −5,23 %  | 11 876                     | ▼ −2,29 %  |
| 2012  | 7 559 350 | ▲ +8,17 %  | 1 906 159     | ▲ +18,61 %  | 59 440                   | ▲ +7,66 %  | 88 397                 | ▲ +4,44 %  | 12 154                     | ▼ −0,23 %  |
| 2011  | 6 988 140 | ▲ +9,09 %  | 1 607 090     | ▲ +32,48 %  | 55 212                   | ▲ +4,96 %  | 84 638                 | ▲ +6 %     | 12 182                     | ▼ −2,79 %  |
| 2010  | 6 405 906 | ▲ +1,97 %  | 1 213 092     | ▲ +13,47 %  | 52 605                   | ▼ −4,38 %  | 79 848                 | ▲ +1,46 %  | 12 532                     | ► 0 %      |
| 2009  | 6 282 076 | ▼ −1,07 %  | 1 069 117     | ▲ +11,48 %  | 55 014                   | ▲ +0,52 %  | 78 700                 | ▼ −3,16 %  | 12 532                     | ▼ −6,38 %  |
| 2008  | 6 349 805 | ▲ +3,06 %  | 958 983       | ▲ +14,09 %  | 54 732                   | ▼ −0,91 %  | 81 270                 | ▲ +2,24 %  | 13 386                     | ▼ −8,64 %  |
| 2007  | 6 161 522 | ▲ +3,44 %  | 840 585       | ▲ +16,32 %  | 55 236                   | ▼ −5,93 %  | 79 492                 | ▲ +0,69 %  | 14 652                     | ▼ −15,7 %  |
| 2006  | 5 956 552 | ▲ +2,71 %  | 722 619       | ▲ +6,25 %   | 58 720                   | ▲ +4,08 %  | 78 949                 | ▼ −0,48 %  | 17 380                     | ▲ +12,03 % |
| 2005  | 5 799 536 | ▲ +8,39 %  | 680 138       | /           | 56 418                   | ▼ −6,08 %  | 79 330                 | ▼ −9,35 %  | 15 514                     | ▼ −5,71 %  |
| 2000  | 5 350 404 | ▲ +41,38 % | /             | /           | 60 069                   | ▲ +30,71 % | 87 509                 | /          | 16 453                     | /          |
| 1995  | 3 784 492 | /          | /             | /           | 45 957                   | /          | /                      | /          | /                          | /          |

### Graphiques
Le graphique qui aurait dû être présenté ici ne peut pas être affiché car il utilise l'ancienne extension Graph, désactivée pour des questions de sécurité. Des indications pour créer un nouveau graphique avec la nouvelle extension Chart sont disponibles ici.

Voir la requête brute et les sources sur Wikidata.
| Le graphique qui aurait dû être présenté ici ne peut pas être affiché car il utilise l'ancienne extension Graph, désactivée pour des questions de sécurité. Des indications pour créer un nouveau graphique avec la nouvelle extension Chart sont disponibles ici . |
| Source INSEE |

## Accès à l'aéroport de Toulouse-Blagnac

### Transports en commun
Grâce à sa proximité de Toulouse, l'aéroport est accessible avec des temps de parcours relativement faibles via le réseau Tisséo.

#### Tramway

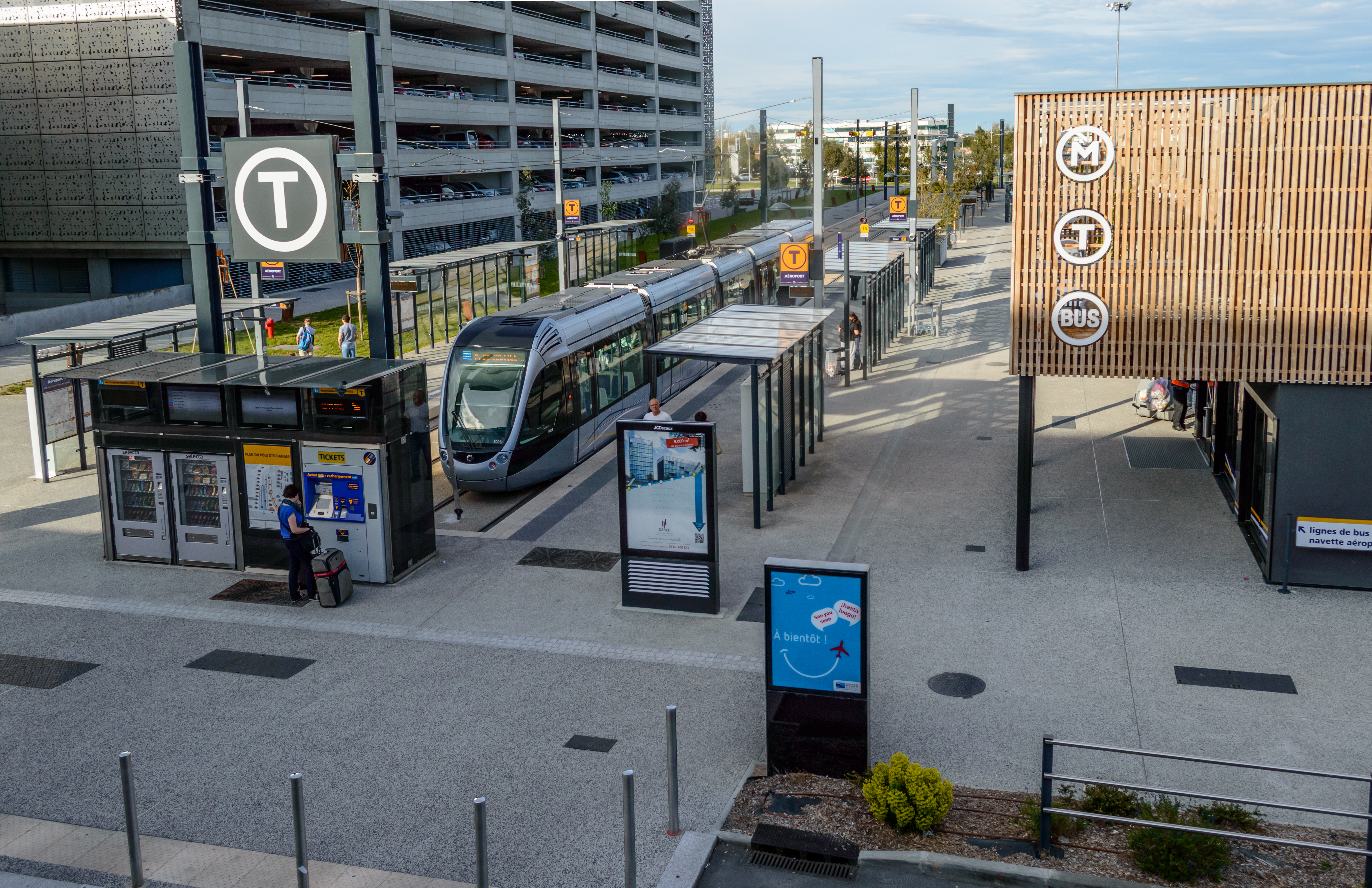
Terminus de la ligne T2 à l'aéroport.

Depuis le 5 juin 2023 et jusqu'en 2026, la ligne de tramway    qui desservait l'aéroport depuis la station Palais de Justice à Toulouse, est supprimée. La cause : les travaux de la futur station de métro de la ligne C, BLAGNAC, et l'aménagement des voies "envol" (entre le rond-point Jean-Maga, emplacement de la futur station de metro, et l'aéroport) en ligne Aéroport Expresss.
Pour pallier le manque de la ligne de tramway, Tisséo à procédé au renfort de la Navette Aéroport (9€), la création de la ligne de bus 31  entre l'aéroport et les arrêts de tramway      Guyenne Berry et Pasteur Mairie de Blagnac ainsi qu'à la modification d'itinéraire de la ligne 30 desservant l'arrêt Odyssud-Ritouret dans le centre-ville de Blagnac.

#### Bus
Les lignes 30 (MEETT - Aéroport),  31  (Guyenne Berry   - Aéroport) et 388(Verdun-sur-Garonne Centre - Toulouse Basso Cambo) assurent la desserte de l'aéroport.

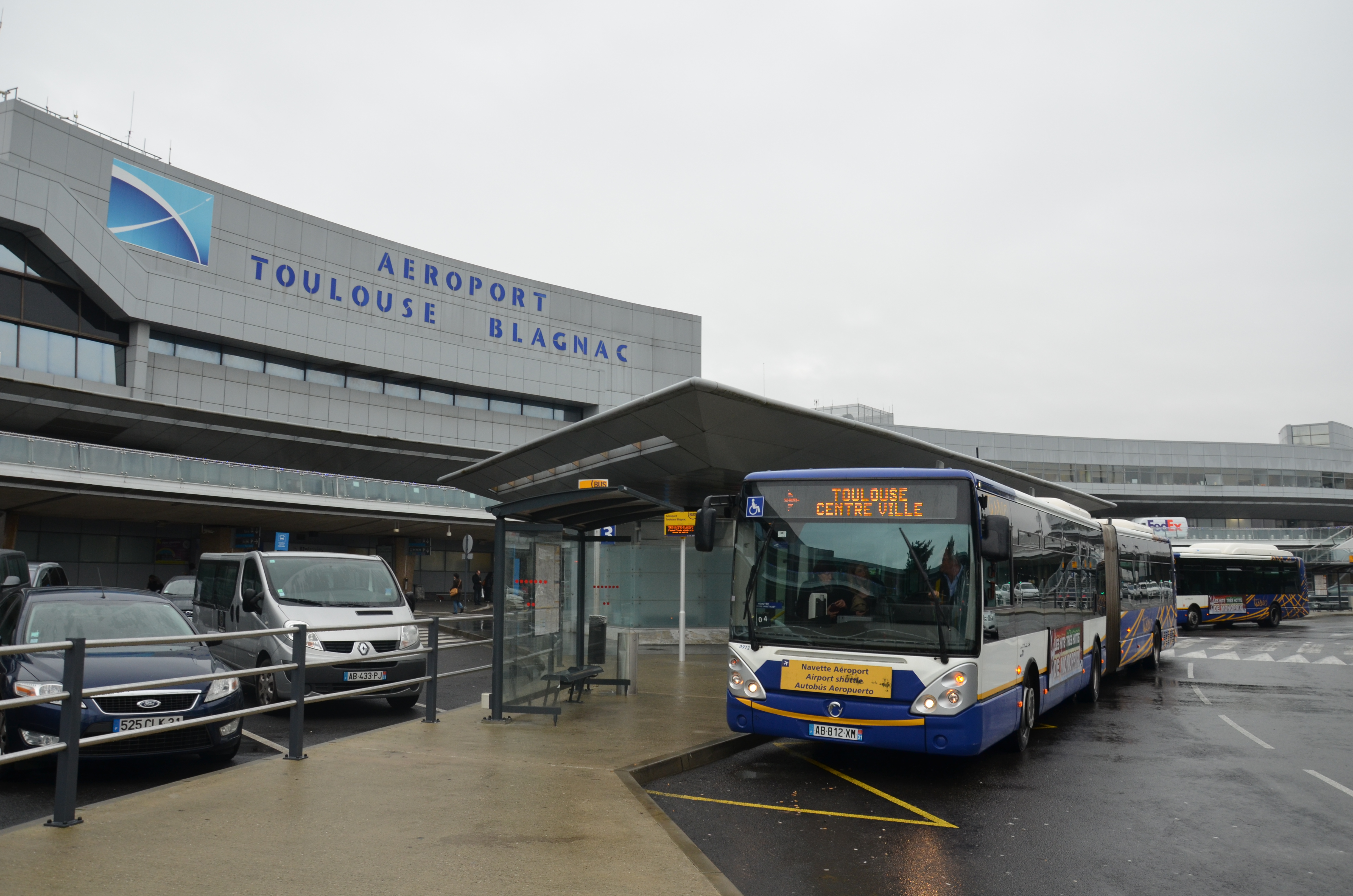
L'ancienne navette Tisséo à l'aéroport Toulouse-Blagnac.

De plus, la ligne Aéroport, navette à tarification spécifique gérée par Tisséo, relie l'aéroport à la gare Matabiau (au niveau de la gare routière) en passant directement par le centre-ville, offrant des correspondances avec les deux lignes de métro, deux Linéo et plusieurs lignes de bus. Cette ligne est exploitée avec des bus électriques.
|   | Arrêt                | Communes | Correspondances                                       |
| - | -------------------- | -------- | ----------------------------------------------------- |
| ■ | Aéroport             | Blagnac  | Tramway de Toulouse · Ligne T2 du tramway de Toulouse |
| • | Pont du Béarnais     | Toulouse |                                                       |
| • | Compans-Caffarelli   | Toulouse | L1                                                    |
| • | Jeanne-d’Arc         | Toulouse | L1L9                                                  |
| ↓ | Matabiau - Gare SNCF | Toulouse | Métro de Toulouse · Ligne A du métro de Toulouse      |
| ■ | Gare routière        | Toulouse |                                                       |

Un bus quitte chaque terminus toutes les 20 minutes pour un temps de parcours allant de 20 minutes à 45 minutes en fonction des conditions de circulation.

### Liaisons routières
Le principal point d'accès routier est l'autoroute A621 (terminus). Cette autoroute relie l'aéroport au périphérique de Toulouse ainsi qu'à l'autoroute A621, par l'intermédiaire de l'autoroute D901.
La route départementale 902, ou voie lactée, permettent également d'accéder à l'aérogare depuis Beauzelle.

### Stationnement
L'aéroport compte 5 parcs de stationnement et un dépose-minute. Les parcs de stationnement P0, P1, P2 et P3 sont à proximité des Hall A, B, C, D. Les P5 et P6 sont quant à eux reliés aux aérogares par des navettes qui assurent une rotation toutes les 8–10 minutes.

## Nuisances et politiques environnementales
Un aéroport peut être une source de nuisances. Ces problèmes concernent notamment le bruit et les rejets de kérosène. En l'espèce, le quartier de Saint-Martin-du-Touch, dans lequel est situé l'extrémité sud de la piste, est survolé par des avions qui volent bas.
« L’aéroport de Toulouse Blagnac étant situé à proximité de territoires urbanisés, le bruit lié aux survols d’aéronefs affecte près de 6 % de la population métropolitaine habitant les communes d’Aussonne, Cornebarrieu, Toulouse, Cugnaux, Blagnac et Mondonville. ».

### Bruit
Une des réserves de la Commission d'Enquête publique de 2006 (précédent l'approbation Plan d'Exposition au Bruit toujours en vigueur) était: "De réaliser une étude en concertation avec toutes les parties concernées sur la possibilité de réduire les vols de nuit entre 22h et 00h et de les supprimer entre 0 h et 6 h".
Ce processus a bien eu lieu, mais à une courte majorité la Commission Consultative de l'Environnement de l'Aéroport de Toulouse-Blagnac du 4 novembre 2011 a voté le maintien de l'ouverture nocturne de l'aéroport et la mise en place d'une série de mesures visant à "maîtriser et réduire" les nuisances nocturnes. (voir ci-dessous)
Afin de limiter les nuisances sonores nocturnes, notamment entre minuit et 6 h, l'aéroport de Toulouse-Blagnac étant situé en plein centre d’agglomération urbaine a mis en place des actions consistant :
- à interdire les avions les plus bruyants ;
- à réserver le créneau minuit - 6 h aux appareils les plus performants sur le plan acoustique ;
- à majorer les redevances pour le trafic de nuit ;
- à procéder au décollage des avions en direction du nord pour réduire les nuisances sonores sur Toulouse ;
- à mettre en place des procédures d’atterrissage en descente continue, en phase d’approche ;
- à instaurer une politique d’insonorisation ainsi qu'un observatoire « cœur de nuit ».

Les mouvements d’avions ont été réduits dans leur nombre en 2012 par rapport à 2000 en transportant davantage de passagers.
En 2014, le plan d'exposition au bruit de l'aéroport de Toulouse concerne 100 000 personnes. Cependant, d'autres personnes ne bénéficient pas de ce plan d'exposition au bruit, alors qu'elles perçoivent également les bruits des avions au-dessus de Toulouse et des autres communes de l’agglomération.
Le plan de prévention du bruit dans l'environnement (PPBE) 2018-2023 acté une augmentation de +70% des personnes impactées par un bruit nocturne supérieur à 50 dB Lnight (bruit moyen sur la période 22h-06h) et donc l'échec des mesures mises en place en 2011 (listées ci-dessus)[réf. nécessaire]. Une étude d'impact par approche équilibrée (EIAE) a été lancée en septembre 2023.
Quatre scénarios de restrictions sont à l'étude depuis le mois de juin 2024 dont deux comportent la mise en place d'un couvre-feu pour la période 00h-06h. Ces scénarios ont été communiqués par un courrier préfectoral le 4 juin 2024, complété par un autre le 11 septembre. Malheureusement ils ne sont pas accessibles sur le site de la préfecture mais sont disponibles sur le site associatif du CCNAAT (Collectif Contre le Nuisances Aériennes de l'Agglomération Toulousaine) avec un grand nombre de documents officiels relatifs au bruit autour de l'aéroport de Toulouse-Blagnac.[réf. nécessaire].

### Pollution de l'air
- Carbone : courant 2010, un bilan carbone de l'aéroport Toulouse-Blagnac a été réalisé. L'objectif de ce bilan est d'identifier et de quantifier les émissions de gaz à effet de serre de la plate-forme. À cet effet, l'ensemble des postes générateurs de carbone a été étudié : transport fret, matériaux de construction et machines, déplacements de personnes, informatique, déchets, matériels divers... Le bilan carbone global correspond à l’équivalent des rejets de Français en 1 an. Le bilan carbone de la société aéroportuaire, quant à lui, s’élève à moins de 3 % du bilan global hors vol. À la suite de ces résultats, l’aéroport Toulouse-Blagnac a lancé un vaste plan d’action visant à réduire ses émissions et celles de ses partenaires. Il comporte notamment un Plan de Déplacement Entreprises (avec le développement des transports en commun), des achats durables, un audit énergétique des bâtiments, mais aussi une « étude d'opportunités Énergies Renouvelables ».
- Particules fines : l'émission des particules fines par les aéronefs n'a jamais été mesurée sur la ville de Toulouse. Pour le CCNAAT, une augmentation du trafic aéroportuaire de l'aéroport de Toulouse conduirait à une augmentation des particules fines émises et favorisera le développement des maladies respiratoires.
- NOx : les émissions d'oxyde d'azote (NOx), pour l'année 2009, s'élèvent à 317,58 tonnes d'émissions locales (LTO) de NOx, d'après la DGAC[62].